# Little Berkhamsted
Little Berkhamsted – wieś w Anglii, w hrabstwie Hertfordshire, w dystrykcie Welwyn Hatfield. Leży 6 km na południowy zachód od miasta Hertford i 28 km na północ od centrum Londynu.